# Richwood (Louisiane)
Richwood est une ville de la paroisse d'Ouachita, dans l'État de Louisiane, aux États-Unis,. En 2020, elle compte une population de 3 881 habitants.

## Démographie
Lors du recensement de 2010, la ville comptait une population de 3 392 habitants, tandis qu'en 2020, elle s'élève à 3 881 habitants.